# Karl von Ammon
Karl Siegfried Ludwig Ernst von Ammon, auch Siegfried von Ammon (* 14. August 1835 in Düsseldorf; † 13. Dezember 1903 in Bonn) war ein deutscher Berghauptmann und Leiter des Oberbergamtes Bonn.

## Herkunft
Karl von Ammon entstammte einem 1756 geadelten preußischen Adelsgeschlecht von Ammon und war der Sohn des Juristen und Parlamentariers Friedrich Ferdinand von Ammon (1794–1874) und dessen Ehefrau Clara Sophia Delius (1811–1879, Tochter des Regierungspräsidenten Daniel Heinrich Delius). Der Generalleutnant Friedrich von Ammon war sein Bruder.

## Leben
Nach dem Abitur am Friedrich-Wilhelm-Gymnasium in Köln ging er in den Bergbau und studierte er an der Bergakademie Freiberg in Sachsen sowie an der Friedrich-Wilhelms-Universität zu Berlin. Sein erstes Staatsexamen bestand er 1863 mit Auszeichnung.
In den Jahren von 1866 bis 1870 war er als Berginspektor Leiter des Steinkohlebergwerks Im Deister. Unterbrochen wurde diese Tätigkeit durch seinen Kriegsdienst im Deutsch-Deutschen Krieg sowie im Deutsch-Französischen Krieg.
Zum 1. Juli 1870 erhielt er die Ernennung zum Vorsteher des Handelsbüros der Bergwerksdirektion Saarbrücken. In den Jahren von 1872 bis 1883 war er Bergwerksdirektor im Saarbrücker Bergwerk von der Heydt. Er wurde zum Oberbergrat ernannt und technisches Mitglied im Oberbergamt Breslau. Dort war er von 1883 bis 1886 Vorsitzender der Sektionsschiedsgerichte der Knappschaftsgenossenschaft.
1886 übernahm er die Verwaltungsleitung des Steinkohlenbergwerks Miechowice. 1889 folgte dort die Umwandlung in eine Aktiengesellschaft.
Er schied aus dem Dienst, kehrte in den staatlichen Dienst zurück und kam zum Oberbergamt Dortmund. 1901 wurde er Berghauptmann des Oberbergamtes Bonn.
Karl von Ammon war stellvertretender Präsident der Deutschen Kolonialgesellschaft.

## Familie
Ammon heiratete am 12. Mai 1868 Kamilla Olympia Charlotte Röchling (* 3. August 1842). Das Paar hatte mehrere Kinder:
- Maria Klara Angelika (* 10. Februar 1870)
- Bertha Klara Helene (* 7. Januar 1872)
- Camilla Anna Luise (* 20. August 1874)
- Friedrich (* 1. Juni 1878)

## Auszeichnungen
- 1866 preußisches Erinnerungskreuz für 1866
- 1871 Kriegsgedenkmünze 1870/71
- 1872 Landwehrdienstauszeichnung II. Klasse
- 1880 Landwehrdienstauszeichnung I. Klasse
- 1889 Johanniterorden Ehrenritter
- 1884 Roter Adlerorden IV. Klasse
- 1897 Kaiser-Wilhelm-Gedächtnis-Medaille
- 1898 Roter Adlerorden III. Klasse
- 1898 Johanniterorden,  Rechtsritter
- 1899 Geheimer Oberbergrat
- 1901 Schaumburgisch-Lippischer Hausorden, Ehrenkreuz II. Klasse
- 1902 Roter Adlerorden II. Klasse mit Eichenlaub
- 1902 Oldenburgischer Haus- und Verdienstorden des Herzogs Peter Friedrich Ludwig, Großkomturskreuz

## Publikationen
- 1903: Die Schichten des Karbon im Saarland